# Андреа (співачка)
Андреа (нар. 23 січня 1987 року, Софія, Народна Республіка Болгарія) — болгарська співачка.

## Дискографія
- 2008 — Огън в кръвта
- 2009 — Мен си търсил
- 2010 — Андреа
- 2012 — Лоша